# Запис Бркића крушка (Урсуле)
Запис Бркића крушка (Урсуле) се налази на парцели чији је власник Бркић Слободан.

## Локација
| Општина             | Рековац                                                                     |
| Катастарска општина | Урсуле                                                                      |
| Потес               | Богићевац                                                                   |
| Координате          | 43° 52′ 20″ С; 21° 08′ 17″ И / 43.872300000000003° С; 21.138000000000002° И |
| Надморска висина    | 238m                                                                        |

## Карактеристике
Дендрометријске вредности утврђене на терену и сателитским снимцима:
| Стабло                     | Крушка |
| Висина стабла              | m      |
| Обим дебла                 | m      |
| Пречник крошње             | 8m     |
| Пречник дебла              | m      |
| Висина дебла до прве гране | m      |

## База записа
Запис је у оквиру Викимедија пројекта "Запис - Свето дрво" заведен под редним бројем 0731.